# ريو وون
ريو وون (هانغل: 류원) هي ممثلة كورية جنوبية، ولدت في 8 نوفمبر 1997 في Haeundae District ‏ في كوريا الجنوبية.

## وصلات خارجية
- ريو وون على موقع IMDb (الإنجليزية)
- ريو وون على موقع قاعدة بيانات الفيلم (الإنجليزية)